# مولزوم
مولزوم (به آلمانی: Mulsum) یک منطقهٔ مسکونی در آلمان است که در Wurster Nordseeküste واقع شده‌است. مولزوم  ۵۴۳ نفر جمعیت دارد.